# Brachyotum strigosum
Brachyotum strigosum är en tvåhjärtbladig växtart som först beskrevs av Carl von Linné d.y., och fick sitt nu gällande namn av José Jéronimo Triana. Brachyotum strigosum ingår i släktet Brachyotum och familjen Melastomataceae. Inga underarter finns listade i Catalogue of Life.